# 格林縣 (喬治亞州) (1786年)
格林縣（英語：Greene County）是美國喬治亞州東北部的一個縣。面積1,052平方公里。根據美國2000年人口普查，共有人口14,406。縣治格林斯波羅（Greensboro）。
成立於1786年2月3日。縣名紀念美國獨立戰爭將領納薩尼爾·葛林（Nathanael Greene）。